# کوبانیا
کوبانیا (به مجاری:  Kőbánya) ناحیهٔ ۱۰ از ۲۳ ناحیهٔ بوداپست در مجارستان است. کوبانیا ۳۲٫۴۹ کیلومتر مربع مساحت و طبق آمار اول ژانویهٔ سال ۲۰۱۹ ۷۸٬۰۳۰ نفر جمعیت دارد.

## خواهرخوانده
- کرواسی، وینکوتسی
- انگلستان، ولورهمپتون
- یونان، لیتوخورو
- اسلواکی، شتوروو
- لهستان، یاروسواو
- رومانی، به‌له